# Benny Golson
Benny Golson (Philadelphia (Pennsylvania), 25 januari 1929 – Manhattan (New York), 21 september 2024) was een Amerikaanse jazz tenorsaxofonist, componist en arrangeur.
Op de middelbare school in Philadelphia, Pennsylvania speelde Golson al met verscheidene, veelbelovende jonge muzikanten, onder wie John Coltrane, Red Garland, Jimmy Heath en Philly Joe Jones. Na het slagen aan de universiteit speelde hij onder andere met Tadd Dameron, die een grote invloed had op Golsons componeren. 
Na een aantal jaren in een rhythm-and-bluesband te hebben gespeeld, speelde Benny Golson in de band van Lionel Hampton, Johnny Hodges en Art Blakey. Met de band van Blakey (Art Blakey and the Jazz Messengers) nam hij onder andere in 1958 de klassieker Moanin' op, waarop een aantal nummers geschreven door Golson staan.
Toen een van zijn collega's die hij kende uit het orkest van Lionel Hampton, Clifford Brown, overleed, schreef hij de jazzstandard I Remember Clifford. Naast deze standard schreef hij ook de nummers Killer Joe, Whisper Not, Along Came Betty, Stablemates en Are You Real?, die nog steeds veel gespeeld worden. 
Van 1959 tot 1962 leidde Golson samen met Art Farmer hun veelgeprezen Jazztet, waarmee hij onder andere het prestigieuze album Meet the Jazztet opnam.
Benny Golson mocht in zijn carrière veel prijzen in ontvangst nemen. Zo won hij in 1995 de NEA Jazz Masters prijs, in 2007 de Mellon Living Legend Legacy Award en werd hij in 2009 opgenomen in de International Academy of Jazz Hall of Fame.
In 2004 speelt hij in de film The Terminal zichzelf.
Golson overleed op 21 september 2024 op 95-jarige leeftijd.

## Discografie

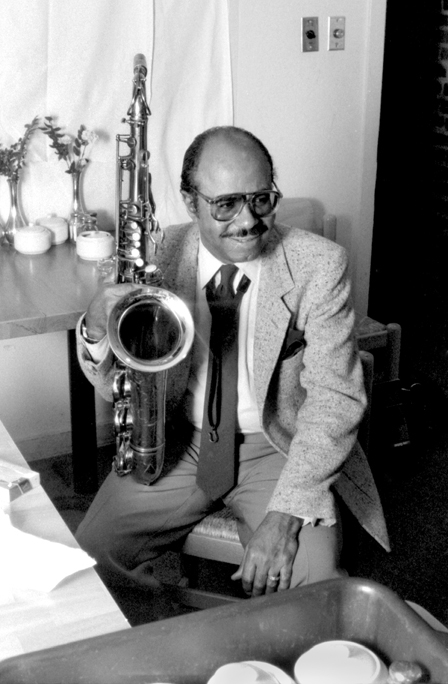
Benny Golson in 1985

- Benny Golson's New York Scene (Contemporary, 1957)
- The Modern Touch (Riverside, 1957)
- The Other Side of Benny Golson (Riverside, 1958)
- Benny Golson and the Philadelphians (United Artists, 1958)
- Gone with Golson (New Jazz, 1959)
- Groovin' with Golson (New Jazz, 1959)
- Gettin' with It (New Jazz, 1959)
- Take a Number from 1 to 10 (Argo, 1961)
- Pop + Jazz = Swing (Audio Fidelity, 1961) – also released as Just Jazz!
- Turning Point (Mercury, 1962)
- Free (Argo, 1962)
- Stockholm Sojourn (Prestige, 1964)
- Tune In, Turn On (Verve, 1967)
- Are You Real (CBS, 1977)
- Killer Joe (Columbia, 1977)
- I'm Always Dancin' to the Music (Columbia, 1978)
- California Message (Baystate, 1980)
- One More Mem'ry (Baystate, 1981)
- Up, Jumped Spring (LRC Ltd., 1990)
- Up Jumped Benny (Arkadia Jazz, 1997)
- That's Funky (Arkadia Jazz, 2000)
- One Day Forever (Arkadia Jazz, 2001)
- Terminal 1 (Concord Records, 2004)
- The Masquerade Is Over (Azzurra Music, 2005)
- The Many Moods of Benny Golson (Arkadia Jazz, 2007)
- Three Little Words (Synergie OMG, 2007)
- New Time, New 'Tet (Concord Records, 2009)

## Weblinks
- Officiële website

- Bibsys: 1007297
- Bibliothèque nationale de France: cb13894589r (data)
- CiNii: DA11148976
- Gemeinsame Normdatei: 134387635
- International Standard Name Identifier: 0000 0000 7838 9344
- Library of Congress Control Number: n83160892
- Nationale Bibliotheek van Letland: 000068607
- MusicBrainz: 486bfccd-e9d5-4d7e-96b1-b9bbc6218743
- Nationale Bibliotheek van Tsjechië: ola2002159303
- Nationale Bibliotheek van Israël: 987007338165505171
- Nationale Bibliotheek van Polen: a0000002778118
- Nationale en Universitaire bibliotheek Zagreb: 000107734
- Nederlandse Thesaurus van Auteursnamen: 07363655X
- Réseau des bibliothèques de Suisse occidentale: 02-A003306751
- Istituto Centrale per il Catalogo Unico: LO1V266080
- SNAC: w6863vg4
- Système universitaire de documentation: 082303959
- Virtual International Authority File: 2656190
- WorldCat: E39PBJw4Gxgk3Pw6rb3qvxMF8C